# Ачандара (Гудаутский район)

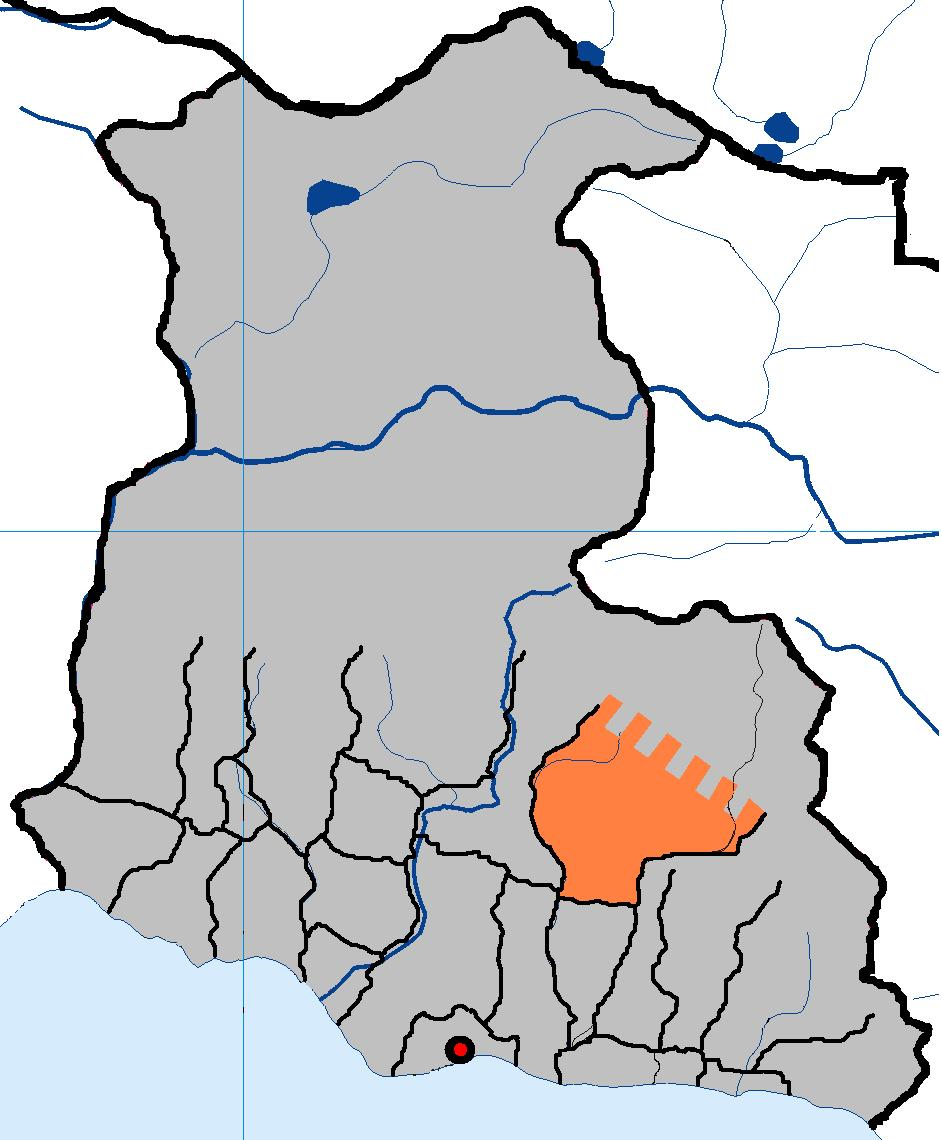
Расположение села Ачандара

Ачанда́ра (абх. Аҷандара; груз. აჭანდარა — село в Абхазии, в Гудаутском районе частично признанной Республики Абхазия, согласно административному делению Грузии — в Гудаутском муниципалитете Абхазской Автономной Республики (исторический регион Бзып). Расположено к северо-востоку от райцентра Гудаута в предгорной полосе у подножья Бзыбского хребта.
В административном отношении село является административным центром Ачандарской сельской администрации (абх. Аҷандара ақыҭа ахадара), в прошлом Ачандарского сельсовета.

## Этимология
Название возможно происходит от абхазского «ачандар» то есть тополь.

## Границы
На севере границей Ачандары служит Бзыбский хребет, на востоке Ачандара граничит с селом Аацы по реке Аапсы, на юге — с селом Абгархук, на западе — по реке Дахуара с селом Дурипш.

## Население
По данным переписи 1959 года в селе Ачандара жило 446 человек, в основном абхазы (в Ачандарском сельсовете в целом — 1759 человек, также в основном абхазы). По данным переписи 1989 года население Ачандарского сельсовета составило 1522 человека, в том числе села Ачандара — 178 человек, в основном абхазы. По данным переписи 2011 года численность населения сельского поселения (сельской администрации) Ачандара составила 1226 жителей, из них 99,3 % — абхазы (1217 человека), 0,6 % — русские (7 человек), 0,1 % — армяне (1 человек), 0,1 % — другие (1 человек).
По данным переписи населения 1886 года в селении Ачандара проживало православных христиан — 737 человек, мусульман-суннитов — 360 человек. По сословному делению в Ачандаре было 46 князей, 26 дворян, 1015 крестьян. Представителей православного духовенства и «городских» сословий в Ачандаре не проживало.
| Год переписи | Число жителей | Этнический состав                           |
| ------------ | ------------- | ------------------------------------------- |
| 1886         | 1087          | абхазы 100 %                                |
| 1926         | 1787          | абхазы 95,9 %; грузины 1,6 %; русские 1,4 % |
| 1959         | 1759          | абхазы (нет точных данных)                  |
| 1989         | 1522          | абхазы (нет точных данных)                  |
| 2011         | 1226          | абхазы (99,3 %)                             |

## Историческое деление
Село Ачандара исторически подразделяется на 8 посёлков (абх. аҳабла):
- Ауалица (Барасху)
- Ауасырхуа
- Ачандара ахабла (собственно Ачандара)
- Блатхуа (Куабырыюта)
- Дзыбзыр
- Хабю
- Цвындырта
- Джгыдырхуа

## Ачандарское вино
«Ачандара» — игристое красное вино. Виноматериалы для Ачандара готовят из винограда сорта Изабелла, выращиваемого в хозяйствах Абхазии. Выпускается с 1981. Цвет вина красный. Букет сортовой. Кондиции вина: спирт 11—13 % об., сахар 3—6г/100см3, титруемая кислотность 6—8 г/дм3. Для выработки Ачандара виноград собирают при содержании сахара не ниже 17 %. Виноматериалы готовят путём брожения сусла на мезге. В состав купажа входят креплёные виноматериалы (не менее 60 %), обработанные недоброды, сухие виноматериалы сортов Изабелла, Цоликоури, а также до 20 % других сортов, допущенных в производстве игристых вин. Бродильная смесь готовится из купажа и дрожжевой разводки, затем она поступает в акратофоры для насыщения диоксидом углерода за счёт естественный брожения при температуре не выше 10°С. Срок контрольной выдержки Ачандара — не менее 5 дней. Для улучшения качества и повышения стабильности рекомендуется тепловая обработка вина при 45°—50°С не более 10 часов. В этом случае продолжительность контрольной выдержки может быть сокращена до одних суток.

## Факты
Над селом Ачандара находится одно из семи святитилищ Абхазии — гора Дыдрыпш. Высота горы — 919 м над уровнем моря. Через неё проходит древняя скотопрогонная тропа, ведущая к высокогорным пастбищам и перевалам Большого Кавказского хребта. Внешне она мало чем отличается от соседних гор, но почитается местным населением с глубокой древности. Благодаря записям, оставленным проезжими учёными, священниками и путешественниками, можно судить о том, что представляло собой святилище в конце XIX и начале XX вв. и как оно тогда функционировало.
На вершине горы Дыдрыпш находились развалины древнего христианского храма. Туда, после совершения жертвоприношения у подножия горы, для принесения присяги поднимались в сопровождении жреца люди, обвинённые в преступлении и желавшие доказать собственную невиновность. Жрецами святилища были представители местной крестьянской фамилии Чичба. Православный абхазский священник Н. Ладария, побывавший в Ачандаре в 1913 г., сообщает следующие сведения о бытовавшей тогда в святилище ритуальной практике: «к присяге приводит непременно кто-нибудь из фамилии Чичба, которых называют по должности „Аныха пааю“ (жрец): получает он за это 60 копеек с каждого присягающего лица. Для присяги назначены два дня в неделю среда и пятница, по этим дням Чичбовы должны по очереди дежурить на священном месте. Получаемые деньги за привод к присяге делятся поровну по числу дворов Чичбовых, доход получаемый от приносящих присягу достигает 600—700 рублей в год. Поэтому понятно, насколько важно для Чичбовых облекать это место как можно большею таинственностью, чтобы не уменьшилось его значение в глазах абхазцев» (155).
Описания святилища были весьма похожи: у подножия горы небольшая поляна с несколькими считавшимися священными грабовыми деревьями, вокруг одного из них каменная ограда, внутри которой (у корней дерева) лежала плита со считавшимися неприкосновенными предметами на ней. Этнограф Г. Ф. Чурсин, побывавший здесь в 1925 г., так описал находившиеся в святилище предметы: «медный котелок, церковная медная чаша, похожая на полоскательницу, медная крышка сосуда, другая крышка с мелкими отверстиями. У самого дерева лежал обломок стрелы раздвоенного типа; на земле под опавшими листьями лежал сплющенный железный шлем с следами ударов шашки; тут же лежала заржавленная ручная железная пила (ножовка) с деревянной ручкой» (226, с.40).
Из описания Г. Ф. Чурсина можно сделать вывод о том, что в отличие от обрядовой практики, зафиксированной в XIX в., в 1920-х гг. люди уже перестали подниматься к расположенным на вершине горы развалинам, жертвоприношение и принесение присяги начало проводиться в одном месте — в святилище у её подножия.
В селе Ачандара находится пещера Хабю (абх. Ҳабҩы).

## Известные уроженцы
Абаза (Джениа) Виктор Камидатович — заслуженный инженер-конструктор Абхазии, заслуженный работник транспорта Абхазии, общественный деятель.
Аджба Заур Кучкович — абхазский художник, член Союза художников Абхазии и СССР.
Аджба Таиф Шаадатович — абхазский поэт, лауреат Государственная премия им.Д.И.Гулиа
Ачба Жана — сказитель, певец-сатирик, исполнитель на народных инструментах.
Ачба (Анчабадзе) Лейла Николаевна — директор Сухумской абхазской школы-интерната им. К. Ф. Дзидзария (1960—1981), директор-попечитель Сухумского абхазского государственного лицея-интерната (1994—1998). Заслуженный учитель школы Абхазской АССР (1965), ГССР (1967), отличник просвещения СССР.
Ачба (Анчабадзе) Николай Батович — основоположник промышленного виноделия в Абхазии, основоположник династии виноделов Анчабадзе (Ачба) в Абхазии. Депутат Верховного Совета Абхазской АССР (1959).
Аргун Хазарат Шаханович — докт. ист. наук, профессор. Возглавлял Абхазское научное историческое общество. Награждён орденом «Знак Почёта», медалями, Почётными грамотами Президиума Верховного Совета Абхазской АССР.
Джениа Виталий Викторович — художник, скульптор, лауреат Государственная премия им. Д.И.Гулиа (2007).
Джениа Сусана Хаджматовна — танцовщица, солистка Государственный заслуженный ансамбль народной песни и танца Абхазии. Народная артистка Абхазии.
Джения Алексей Камугович — абхазский писатель, прозаик, публицист.
Джения Аристон Константинович — фаготист, педагог, артист Государственного симфонического оркестра Абхазии. Заслуженный артист Абхазии (1990).
Джения Синат Мусович — сказитель, участник этнографического ансамбля песни и танца абхазских долгожителей «Нартаа».
Джения Чинчор Константинович — актер Абхазский государственный драматический театр им.С.Я.Чанба. Народный артист Абхазии (1982).
Кварчелия Владимир Джгуанатович — видный гос. и партийный деятель, активный участник ВОВ, чл. КПСС с 1944. Министр культуры Абхазской АССР (1954—1967), председатель Госкомитета Совета Министров по использованию трудовых ресурсов (1967—1973), министр бытового обслуживания населения (1973-).
Миканба Заканбей Михайлович — заслуженный инженер Грузинской ССР (1961), заслуженный инженер Абхазской АССР (1971).
Сагария Баджгур Еснатович — ученый, историк. Заслуженный работник культуры Абхазской АССР (1976), заслуженный деятель науки Республики Адыгея (1995).
Сакания Маадан Батович — сказитель, прославленный исполнитель народных песен и сказаний, виртуозный импровизатор, играл на апхярце.
Хагба Анатолий Григорьевич — абхазский певец, бессменный солист Государственный заслуженный ансамбль народной песни и танца Абхазии и Гудаутский вокально-инструментальный ансамбль «Рица». Заcлуженный артисит Абхазской АССР (1961), народный артист Абхазской АССР(1971).
Хагба Анатолий Дмитриевич — дирижёр, главный дирижёр Государственного симфонического оркестра Абхазии (1977—1991), дирижёр Адыгейского симфонического оркестра (1993—2008), художественный руководитель и главный дирижёр Государственный камерный оркестр Абхазии (2008) и главный дирижёр военного оркестра Министерства обороны РА (2008). Народный артист Республики Абхазия (2010), заслуженный деятель искусств Абхазской АССР (1989).
Хагба Лили Ризовна — лингвист, доцент (2005), доктор филологических наук (2007), профессор (2010), член-корреспондент Академии наук Абхазии (2014).
Хагба Махты Жагович — долгожитель, сказитель, носитель абхазской традиционной культуры.
Царгуш Василий Михайлович — хоровой дирижёр, композитор, руководитель Государственный заслуженный ансамбль народной песни и танца Абхазии. Заслуженный деятель искусств Абхазской АССР (1971), народный артист Абхазской АССР (1979) и ГССР (1982), лауреат Государственная премия им. Д.И.Гулиа (1998), кавалер ордена «Ахьдз-Апша»/«Честь и Слава» II степени (2009).
Царгуш Иван Ахметович — советский и абхазский актер. Заслуженный работник культуры Абхазии (1984).
Чамагуа Александ Хаджаратович — кандидат технических наук (1985), автор и соавтор более 30 научных трудов. С 1967 года работал в Сухумский физико-технический институт (СФТИ).
Чамагуа Руслан Темразович — танцор, солист Государственный заслуженный ансамбль народной песни и танца Абхазии. Заслуженный артист Абхазии (1977).
Чичба Алексей Чантович — композитор, первый абхазский профессиональный композитор, руководитель Гудаутского ансамбля песни и танца (1948—1955), художественный руководитель и главный дирижёр Государственный заслуженный ансамбль народной песни и танца Абхазии (1956—1957), директор Сухумское музыкальное училище (1964—1972). Заслуженный деятель искусств Абхазской АССР и ГССР (1969), член Союза композиторов СССР (1971).